# Sepulkowate
Sepulkowate (Sepulcidae) – rodzina wymarłych, mezozoicznych owadów z rzędu błonkoskrzydłych. W zapisie kopalnym występują od jury wczesnej do kredy późnej i należą do największych grup mezozoicznych rośliniarek. Ich skamieniałości znajdywane są na terenie Hiszpanii, Niemiec, Anglii, azjatyckiej części Rosji, Kazachstanu, Kirgistanu, Mongolii, Chin, Indii i Brazylii. Rodzinę tę wraz z jej rodzajem typowym wprowadził w 1968 roku radziecki paleoentomolog Aleksandr Rasnicyn, pracujący w jednym laboratorium z pisarzem Kiriłłem Jeśkowem. Nazwa pochodzi od sepulek, występujących w twórczości Stanisława Lema m.in. w opowiadaniu Podróż czternasta w zbiorze Dzienniki gwiazdowe.
Do 2017 roku opisano 55 gatunków sepulkowatych, zgrupowanych w 17 rodzajach i 5 podrodzinach:
- podrodzina: Sepulcinae Rasnitsyn, 1968
  - Sepulca Rasnitsyn, 1968
  - Sepulenia Rasnitsyn, 1968
- podrodzina: Parapamphiliinae Rasnitsyn, 1968
  - Micramphilius Rasnitsyn, 1993
  - Pamparaphilius Rasnitsyn, 1993
  - Parabakharius Rasnitsyn, 1993
  - Parapamphilius Rasnitsyn, 1968
  - Shurabisca Rasnitsyn, 1968
  - Sogutia Rasnitsyn, 1977
- podrodzina: Xyelulinae Rasnitsyn, 1993
  - Neoxyelula Rasnitsyn, 1993
  - Onokhoius Rasnitsyn, 1990
  - Xyelula Rasnitsyn, 1969
- podrodzina: Trematothoracinae Rasnitsyn, 1988
  - Prosyntexis Sharkey, 1990
  - Thoracotrema Rasnitsyn, 1988
  - Trematothorax Rasnitsyn, 1988
- podrodzina: Ghilarellinae Rasnitsyn, 1988
  - Ghilarella Rasnitsyn, 1988
  - Meiaghilarella Rasnitsyn et Martinez-Delclos, 2000
- podrodzina: incertae sedis
  - Xaxexis Pagliano et Scaramozzino, 1990